# 緩発式火縄銃
緩発式火縄銃（かんぱつしきひなわじゅう）は火縄銃の撃発機構の一種「緩発式」機構を備えた銃。
火縄銃の撃発方式には「瞬発式」と「緩発式」があり、日本の火縄銃は瞬発式に分類される機構を持っている。これに対しヨーロッパや中国等に多い方式が緩発式である。
火縄銃は、火縄を装着した「火挟み」と呼ばれるアームが、引金を引くことにより作動し火皿の火薬に点火することで発砲する仕組みとなっている。このアームが、引金を引く速度によって連動してゆっくり動き火皿に点火する機構を「緩発式」。引金を引くと、ロック機構により瞬時にアームが火皿を叩く方式を「瞬発式」という。
緩発式は引金に触れるだけでは作動しないため暴発し難いが、命中精度に劣ると言われる。ばねの力で常にアームが上がったままになっているものを、引金を引くことでゆっくり「押し下げる」方式であるから、引金を引く途中で指を戻せばアームが上に戻るという特性を持つ。両者の比較については瞬発式火縄銃を参照。
| スタブアイコン | サブスタブ | この項目は、まだ閲覧者の調べものの参照としては役立たない、武器・兵器に関連した書きかけの項目です。この項目を加筆・訂正などしてくださる協力者を求めています（P:軍事/PJ:軍事）。 |